# Sýn
Sýn hf., nota fino al 2018 come Fjarskipti hf., è un'azienda islandese attiva nel settore editoriale e delle telecomunicazioni.
L'azienda controlla interamente Vodafone Iceland oltre che diverse emittenti radiotelevisive, tra cui Stöð 2, Stöð 2 Sport, Bylgjan e FM957, e il sito web di notizie vísir.is.
È quotata presso Nasdaq Iceland dal 2012. Nel 2017 ha acquistato l'intero capitale sociale di 365 Miðlar.